# Trout Lake
Trout Lake és una concentració de població designada pel cens dels Estats Units a l'Estat de Washington. Segons el cens del 2008 tenia 1.103 habitants.

## Demografia
Segons el cens del 2000, Trout Lake tenia 494 habitants, 210 habitatges, i 144 famílies. La densitat de població era de 27,1 habitants per km².
Dels 210 habitatges en un 31,4% hi vivien nens de menys de 18 anys, en un 57,1% hi vivien parelles casades, en un 8,1% dones solteres, i en un 31% no eren unitats familiars. En el 24,8% dels habitatges hi vivien persones soles el 5,7% de les quals corresponia a persones de 65 anys o més que vivien soles. El nombre mitjà de persones vivint en cada habitatge era de 2,35 i el nombre mitjà de persones que vivien en cada família era de 2,81.
Per edats la població es repartia de la següent manera: un 23,7% tenia menys de 18 anys, un 7,7% entre 18 i 24, un 23,7% entre 25 i 44, un 32,8% de 45 a 60 i un 12,1% 65 anys o més.
L'edat mediana era de 43 anys. Per cada 100 dones de 18 o més anys hi havia 94,3 homes.
La renda mediana per habitatge era de 35.104 $ i la renda mediana per família de 39.861 $. Els homes tenien una renda mediana de 43.125 $ mentre que les dones 26.875 $. La renda per capita de la població era de 18.253 $. Aproximadament el 9,7% de les famílies i el 14% de la població estaven per davall del llindar de pobresa.

## Poblacions properes
El següent diagrama mostra les poblacions més properes.